# Samuel Wale
Samuel Wale  (ne à Great Yarmouth, le 25 avril 1721 (ou Londres, 1721?) et mort  à Londres le 6 février 1786) était un peintre anglais de thèmes historique s et illustrateur de livres.

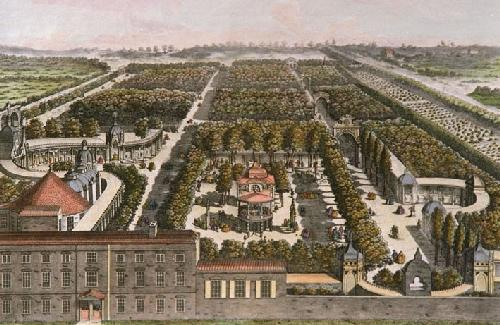
Vue de Vauxhall Gardens, vers 1751.

## Biographie
Samuel Wale serait né à Great Yarmouth, Norfolk, probablement le 25 avril 1721, fils de Samuel et Margaret Wale, même si certaines sources indiquent qu'il serait né à Londres.
Il s'est d'abord formé dans l'art de la gravure sur plaque d'argent et a ensuite étudié le dessin auprès de Francis Hayman à la Saint Martin's Lane académie. Wale a assisté Jean Gwynn dans ses dessins d'architecture, en particulier pour une section transversale de la Cathédrale St Paul,  gravée et publié en leurs noms communs en 1752.

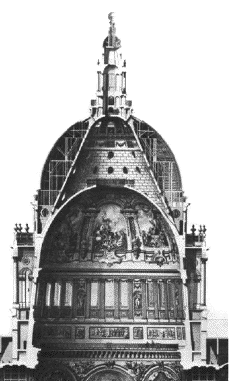
La Cathédrale St Paul, avec John Gwynn.

Samuel Wale est devenu l'un des premiers membres de la Société des Artistes de Grande-Bretagne en 1765, et de la Royal Academy en 1768. Il a été le premier professeur de perspective de l'Académie. Il a réalisé des dessins de scènes de l'histoire anglaise et de retables (1769 à 1778). Souffrant d'une paralysie due à un AVC, il est le premier à avoir bénéficié des fonds de pension l'Académie Royale.
Néanmoins il a continué à tenir le poste de professeur de perspective en donnant des cours particuliers à son domicile. En 1782, à la mort de Richard Wilson, il devient aussi bibliothécaire occupant ainsi les deux fonctions jusqu'à sa mort avenue le 6 février 1786.
Célibataire et sans enfant, Samuel Wale a legué sa succession, des gravures et des objets divers à son ami et fondateur de l'Académie Royale, l'architecte Jean Gwynn, avec qui il a partagé sa maison, et à son infirmière, Mme Marie Gurpin. Il est enterré à St Martin-in-the-Fields. Son portrait apparaît dans une peinture de  Johann Zoffany' à la Royal Academy en 1772, gravée par Richard Earlom.

## Travaux
Son activité principale est la conception de vignettes et illustrations pour les libraires, un grand nombre de celles-ci ont été gravées par Charles Grignion.
Parmi celle-ci figurent des  illustrations de l'Histoire de l'Angleterre,  (1746-1747) ; The Compleat Angler ( 1759) ; Londres et de ses Environs (1761) ; Éthique des Contes et des Fables ; Fables de William Wilkie ( 1768) (dix-huit plaques) ; Histoire de Londres de Henri Chamberlain (1770) ; et Le Voyageur Oliver Goldsmith (1774).